# Гренен (Мозель)
Гренен (фр. Gréning) — коммуна на северо-востоке Франции, регион Гранд-Эст (бывший Эльзас — Шампань — Арденны — Лотарингия), департамент Мозель. Относится к кантону Гротенкен. 

## Географическое положение
Гренен расположен в 330 км к востоку от Парижа и в 55 км к востоку от Меца.

## История
- Деревня исторической области Лотарингия с мэрией в Энсмен.
- Гренен был сожжён сеньором Креанжа в 1337 году.
- Разрушен и сожжён в ходе Тридцатилетней войны (1617-1647).
- В 1811—1840 годах был объединён с Пти-Танкен.

## Демография

Население Гренена.

По переписи 2011 года в коммуне проживало 140 человек.

## Достопримечательности
- Церковь Сен-Жозеф (1840).